# Шарав, Эден
Эден Шарав (англ. Eden Sharav; род. 30 апреля 1992 года; Израиль) — израильский профессиональный снукерист, который начал выступать в мэйн-туре в сезоне 2015/16.

## Карьера
Начал играть на любительских турнирах в 2011 году. 
В сезоне 2018/19 (по состоянию на ноябрь 2018) достиг наилучших результатов в своей карьере на турнире Northern Ireland Open.

### Финалы турниров

#### Финалы любительских турниров
| Результат | № | Год  | Турнир                     | Соперник по финалу | Счёт |
| --------- | - | ---- | -------------------------- | ------------------ | ---- |
| Чемпион   | 1 | 2011 | Pontins Star of the Future | Росс Мьюр          | 4–0  |